# ترقيم البتات
في الحوسبة ، ترقيم البتات هو الاصطلاح المعتمد لتحديد مواضع البتات في رقم ثنائي .

## أهمية البت والفهرسة

التمثيل الثنائي للعدد العشري 149، مع تمييز البت الأقل تأثير او أهمية(LSb). هنا يمثل LSb قيمة 1.

التمثيل الثنائي غير الموقّع (لا يقبل الأعداد السالبة) للعدد العشري 149، مع تمييز البت الأكثر تأثير او أهمية (MSb). هنا يمثل MSb قيمة 128.

في الحوسبة ، البت الأقل أهمية (LSb) هو موضع البت في عدد صحيح ثنائي الذي يمثل مكان الواحدات الثنائية في العدد. وبالمثل، يمثل البت الأكثر أهمية (MSb) أعلى مكان في الترتيب للعدد الصحيح الثنائي. يشار إلى LSb أحيانًا باسم البت منخفض الترتيب أو البت الموجود في أقصى اليمين ، بسبب الاتفاقية في التدوين الموضعي لكتابة أرقام أقل أهمية إلى اليمين. يُشار إلى MSb أيضًا باسم البت عالي الترتيب أو البت الموجود في أقصى اليسار . في كلتا الحالتين، يرتبط LSb وMSb بشكل مباشر بالرقم الأقل أهمية والرقم الأكثر أهمية في عدد صحيح عشري .
ترتبط فهرسة البت بالترميز الموضعي فقط للقيمة في أساس العد 2. لهذا السبب، لا يتأثر الرقم التسلسلي للبت بكيفية تخزين القيمة على الجهاز، مثل ترتيب بايتات القيمة. بل هو خاصية للقيمة الرقمية في النظام الثنائي نفسه. يتم استخدام هذا غالبًا في البرمجة عبر تحويل البت : القيمة: 1 << n تتوافق مع البت ذو الترتيب n من عدد صحيح ثنائي (أي بقيمة 2n).

### البت الأقل أهميةفي الاخفاء (التورية)
في التخفي الرقمي، من الممكن إخفاء الرسائل الحساسة عن طريق التلاعب بالمعلومات وتخزينها في الأجزاء الأقل أهمية من صورة أو ملف صوتي. قد يتمكن المستخدم لاحقًا من استرداد هذه المعلومات عن طريق استخراج البتات الأقل أهمية من وحدات البكسل التي تم التلاعب بها لاستعادة الرسالة الأصلية. وهذا يسمح بتخزين المعلومات الرقمية أو نقلها بشكل مخفي.
رسم تخطيطي يوضح كيف يمكن للتلاعب بالأجزاء الأقل أهمية من اللون أن يكون له تأثير دقيق للغاية وغير ملحوظ بشكل عام على اللون. في هذا الرسم البياني، يتم تمثيل اللون الأخضر بقيمته RGB ، سواء بالنظام العشري أو الثنائي. يوضح المربع الأحمر المحيط بالبتتين الأخيرتين البتات الأقل أهمية التي تغيرت في التمثيل الثنائي.

## مثال على عدد صحيح غير موقّع
يوضح هذا الجدول مثالاً للقيمة العشرية 149 و مكان LSb. في هذا المثال، يقع موضع قيمة الوحدة الثنائية (العدد العشري 1 أو 0) في موضع البت 0 (n = 0). MSb تعني البت الأكثر أهمية ، بينما LSb تعني البت الأقل أهمية .
| ثنائي (عشري: 149)                    | 1   | 0  | 0  | 1  | 0  | 1 | 0  | 1   |
| وزن البت لموضع البت المعطى n ( 2 n ) | 27  | 26 | 25 | 24 | 23 | 2 | 21 | 20  |
| تسمية موضع البت                      | MSb |    |    |    |    |   |    | LSb |

## مثال على عدد صحيح موقّع
يوضح هذا الجدول مثالاً لقيمة عشرية موقعة مكونة من 8 بتات باستخدام طريقة المتمم الثنائي . يحتوي البت الأكثر أهمية في MSb على وزن سلبي في الأعداد الصحيحة الموقعة، في هذه الحالة -27 = -128. الأجزاء الأخرى لها أوزان إيجابية. يبلغ وزن LSb( البت الأقل أهمية ) 20 = 1. القيمة الموقعة في هذه الحالة هي -128+2 = -126.
| ثنائي (عشري: -126)           | 1   | 0  | 0  | 0  | 0  | 0 | 1  | 0   |
| وزن البت لموضع البت المحدد n | -27 | 26 | 25 | 24 | 23 | 2 | 21 | 20  |
| تسمية موضع البت              | MSb |    |    |    |    |   |    | LSb |

## البت الأكثر أهمية أولاً vs البت الأقل أهمية أولاً
إن مصطلحات البت الأكثر أهمية أولاً والبت الأقل أهمية أخيراً هي مؤشرات على ترتيب تسلسل البتات في البايتات المرسلة عبر سلك في بروتوكول نقل تسلسلي أو في دفق (على سبيل المثال دفق صوتي).
تعني البت الأكثر أهمية أولاً أن البت الأكثر أهمية سيصل أولاً: وبالتالي، على سبيل المثال، الرقم السداسي عشر 0x12 ، 00010010 في التمثيل الثنائي، سيصل على هيئة التسلسل 0 0 0 1 0 0 1 0 .
تعني البت الأقل أهمية أولاً أن البت الأقل أهمية سيصل أولاً: وبالتالي، على سبيل المثال، نفس الرقم السداسي عشر 0x12 ، 00010010 في التمثيل الثنائي، سيصل في التسلسل (المقلوب) 0 1 0 0 1 0 0 0 .

## ترقيم البت الأقل أهميةLSbبالتسلسل 0

LSb 0: حاوية لرقم ثنائي مكون من 8 بتات مع تعيين البت الأقل أهمية المميز بالازرق برقم البت 0

عندما يبدأ ترقيم البتات من الصفر بالنسبة للبت الأقل أهمية (LSb)، يُطلق على مخطط الترقيم اسم LSb 0 .  تتميز طريقة ترقيم البتات هذه بميزة أنه بالنسبة لأي رقم غير موقّع (لا يقبل الاعداد السالبة)، يمكن حساب قيمة الرقم باستخدام الأس مع رقم البت و أساس 2.  وبالتالي فإن قيمة عدد صحيح ثنائي غير موقّع هي
{\displaystyle \sum _{i=0}^{N-1}b_{i}\cdot 2^{i}}
حيث يشير bi إلى قيمة البت ذي الرقم i (اما 0 او 1)، ويشير N إلى إجمالي عدد البتات.

## ترقيم البت الأكثر أهميةMSbبالتسلسل 0

MSb 0: حاوية لرقم ثنائي مكون من 8 بتات مع تعيين البت الأكثر أهمية المميز بالازرق برقم البت 0

عندما يبدأ ترقيم البتات من الصفر بالنسبة للبت الأكثر أهمية (MSb)، يُطلق على مخطط الترقيم اسم MSb 0 .
وبالتالي فإن قيمة عدد صحيح ثنائي غير موقّع هي
{\displaystyle \sum _{i=0}^{N-1}b_{i}\cdot 2^{N-1-i}}

## حساب LSb
يمكن حساب LSb لعدد ما مع تعقيد زمني قدره {\displaystyle O(n)} مع الصيغة {\displaystyle a\And (\sim a+1)} ، حيث {\displaystyle \And } تعني العملية البتية "وَ" و {\displaystyle \sim } تعني العملية بتية "ليس" (العكس) على {\displaystyle a} .

## آخر
بالنسبة لترقيم MSb 1، قيمة عدد صحيح ثنائي غير موقّع هي
{\displaystyle \sum _{i=1}^{N}b_{i}\cdot 2^{N-i}}
أرقام PL/I هي سلاسل BIT تبدأ بالرقم 1 للبت الموجود في أقصى اليسار.
تستخدم دالة BTEST في لغة برمجة فورتران ترقيم LSb 0.